# Qvale
Qvale (výslovnost: kəvɑːli / kə-Vahl-EE) byl nezávislý italský výrobce automobilů. Firmu založil v roce 2000 Američan Kjell Qvale‚ syn Bruce Qvaleho. Jediným produktem Qvale byl model Mangusta, původně De Tomaso Biguà. Kjell Qvale založil British Motors v roce 1947 v San Franciscu v Kalifornii a v automobilové komunitě je dobře známý.[zdroj?] Kjell byl prvním distributorem společnosti Jaguar na západním pobřeží a jedním ze zakladatelů autosalonu v San Franciscu.

## Galerie

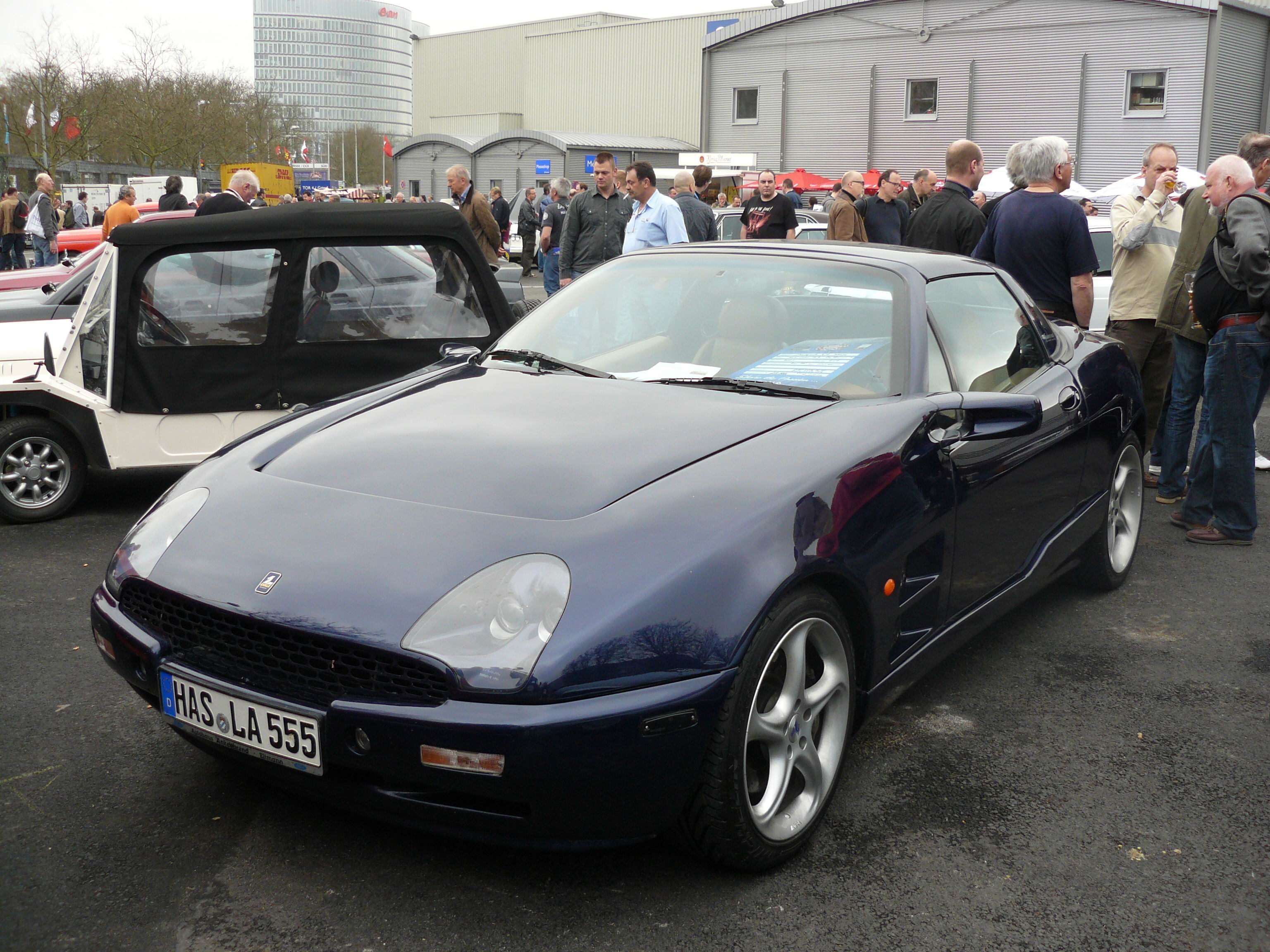
2001 Qvale Mangusta
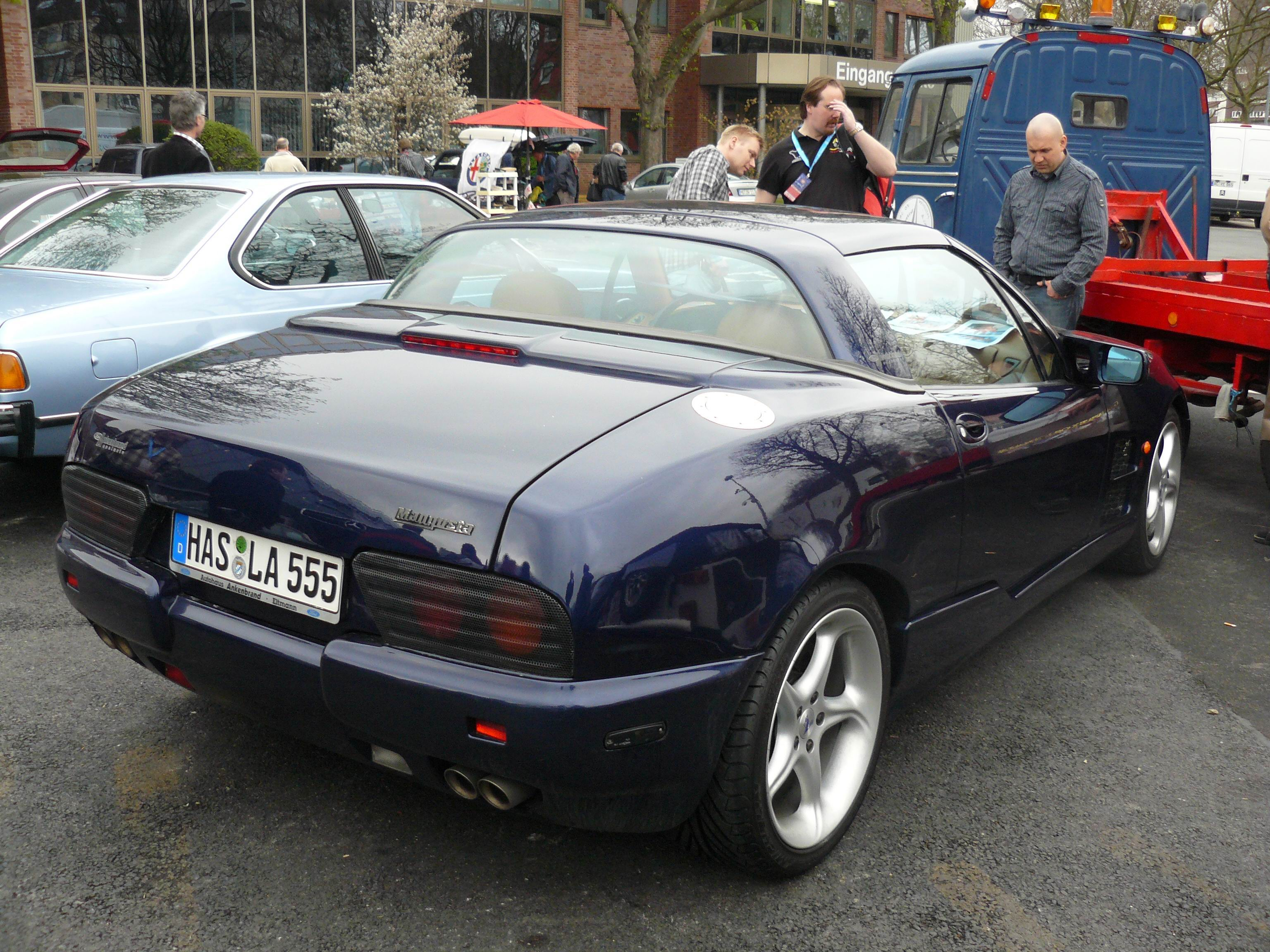
2001 Qvale Mangusta